# 阿羅伽倻
阿羅伽倻（或稱為阿尸良國、安羅）是伽倻的一個城邦王國，現址位在韓國的咸安郡。在西元540年代時，由於大伽倻外交政策失敗，阿羅伽倻的外交狀況有所提升，獲得了高句麗的支持。
西元六世紀，阿羅伽倻飽受百濟與新羅的威脅，為了維持獨立，因此在外交上付出了許多努力，包括和百濟、新羅及大和王權舉行會議。
相對於其他國家，伽倻各國國力虛弱。伽倻西北部屬於百濟的影響範圍，而東南部屬於新羅的影響範圍。阿羅伽倻曾透過與高句麗聯盟的方式，試圖維持國家獨立，並慫恿高句麗於西元548年進攻百濟，但最終未能成功。
西元553年，新羅打敗了百濟，攻佔京畿道（漢江流域），也打破了新羅與百濟120年來的同盟。新羅同時也開始將伽倻納入勢力範圍，並把百濟勢力趕出伽倻。西元559年，阿羅伽倻向新羅投降。